# Indigofera rhynchocarpa
Espèce
Synonymes
- Indigofera gyrocarpa Baker f.[1]
- Indigofera rhynchocarpa var. rhynchocarpa[1]

Indigofera rhynchocarpa est une espèce de plantes à fleurs de la famille des Fabaceae et du genre Indigofera. C'est un arbuste présent en Afrique tropicale.

## Description
C'est un arbuste dont la hauteur est généralement comprise entre 50 et 200 cm.

## Distribution
Répandue en Afrique tropicale, l'espèce a notamment été observée au Ghana, au Bénin, au Togo, au Nigeria, au sud du Tchad, en Ouganda et au nord de la Tanzanie, également vers le sud en Angola, au Zimbabwe et au Mozambique,.

## Habitat
On la trouve sur des terrains défrichés.

## Utilisation
Elle est récoltée à l'état sauvage à des fins médicinales : les racines en décoction sont employées comme vermifuge contre les infections dues aux oxyures

## Liste des variétés
Selon Catalogue of Life (21 juin 2020) :
- variété Indigofera rhynchocarpa var. latipinna
- variété Indigofera rhynchocarpa var. rhynchocarpa
- variété Indigofera rhynchocarpa var. uluguruensis

Selon Tropicos (21 juin 2020) (Attention liste brute contenant possiblement des synonymes) :
- variété Indigofera rhynchocarpa var. quadrangularis Berhaut
- variété Indigofera rhynchocarpa var. rhynchocarpa
- variété Indigofera rhynchocarpa var. uluguruensis J.B. Gillett